# アンドロメダ座WY星
アンドロメダ座WY星（アンドロメダざWYせい）は、アンドロメダ座の方向にある脈動変光星である。

## 概要
SRD型の半規則型変光星で、109.65日の周期で8.65等と9.65等の間を変光する。アンドロメダ座WY星が属するSRD型は半規則型変光星といっても赤色巨星からなるSRA型やSRB型、赤色超巨星からなるSRC型とは異なるタイプの変光星であり、スペクトル型がF型からK型の黄色巨星ないし黄色超巨星である。アンドロメダ座WY星も変光に伴いスペクトル型がG2e-K2の間を変化する黄色い星である。但し極小期にはスペクトル型がM3になったこともある。SRD型の変光星を他の半規則型変光星から独立させてヘルクレス座UU星を代表星とするヘルクレス座UU型変光星とする研究者もいる。また全てのSRD型ではなくヘルクレス座UU星を初めとする一部のSRD型をヘルクレス座UU型変光星として独立させる研究者もいる。そのどちらの場合でもアンドロメダ座WY星はヘルクレス座UU型変光星に含まれる。

## 導入方法
カシオペヤ座との境界付近にあり、近くには共生星の代表星であるアンドロメダ座Z星が輝いている。アンドロメダWY星導入の目印となる星としてはアンドロメダ座λ星がある。

## 名称
学名はWY Andromedae（略称：WY And）、ボン掃天星表の番号はBD+46°4128。